# Le Serment du Grütli
 Le Serment du Grütli – ou Le Serment des trois Suisses (en suisse allemand, Die drei Eidgenossen beim Schwur auf dem Rütli) – est un tableau de l'artiste suisse Johann Heinrich Füssli réalisé en 1779-1781. Cette huile sur toile est une peinture d'histoire illustrant le moment du serment du Grütli, lequel voit les délégués des cantons d'Uri, de Schwytz et d'Unterwald se jurer de secouer le joug des Habsbourg sur la prairie du Grütli, en 1307. Les trois individus sont ici représentés les mains jointes et regardant vers le ciel l'autre bras levé, la figure du centre en brandissant une épée. Commande de la ville de Zurich, l'œuvre est aujourd'hui conservée à la Kunsthaus.